# Auronzo di Cadore
Auronzo di Cadore är en ort och kommun i provinsen Belluno i regionen Veneto i Italien. Kommunen hade 3 279 invånare (2018).